# Gnamptodon decoris
Gnamptodon decoris är en stekelart som först beskrevs av Forster 1862.  Gnamptodon decoris ingår i släktet Gnamptodon och familjen bracksteklar. Inga underarter finns listade i Catalogue of Life.